# Олштинек
Олштинек (пољ. Olsztynek) град је у Пољској у Војводству варминско-мазурском. По подацима из 2012. године број становника у месту је био 7725.

## Становништво
| 2012. |
| ----- |
| 7.725 |